# European Nations Cup Derde Divisie 2001/02
De European Nations Cup Derde Divisie 2001/02 is het 2e seizoen van de Derde Divisie van de Europe Nations Cup, de op twee na en tevens het laagste niveau in de ENC.
Na een jaar afwezigheid waarin de kwalificatie voor het Wereldkampioenschap rugby 2003 begon voor de teams uit de Derde en Vierde Divisie begon na de eerste ronde voor de afvallers de Derde Divisie weer.
De Derde Divisie bestaat uit 3 groepen (3A, 3B en 3C) waarvan de hoogste twee uit 5 landen bestaan en de laagste uit 4 landen. Er wordt in elke groep een halve competitie gespeeld waarna de nummers 1 promoveren en de laatst geplaatste teams uit A en B degraderen.
De twee landen in Divisie D spelen twee maal tegen elkaar waarna de winnaar over de twee wedstrijden promoveert naar Divisie 3C.

## Deelnemende landen
Aangezien de plaatsing voor de Derde Divisie niet via promotie of degradatie ging ten opzichte van het vorige seizoen, maar op klassering in de eerste ronde van de kwalificatie voor het WK is hieronder een overzicht welk land voor welke divisie is geplaatst.
| Divisie 3A | Divisie 3A  | Divisie 3A        |    | Divisie 3B            | Divisie 3B        | Divisie 3B |           | Divisie 3C        | Divisie 3C | Divisie 3C |
| #          | Land        | WK Groep (plaats) | #  | Land                  | WK Groep (plaats) | #          | Land      | WK Groep (plaats) |            |            |
| 19         | Slovenië    | Groep B (2e)      | 24 | Litouwen              | Groep C (4e)      | 29         | Monaco    | Groep C (5e)      |            |            |
| 20         | Joegoslavië | Groep C (2e)      | 25 | Israël                | Groep A (4e)      | 30         | Bulgarije | Groep B (6e)      |            |            |
| 21         | Oostenrijk  | Groep A (3e)      | 26 | Hongarije             | Groep B (4e)      | 31         | Malta     | Groep C (6e)      |            |            |
| 22         | Andorra     | Groep C (3e)      | 27 | Bosnië en Herzegovina | Groep B (5e)      | 32         | Noorwegen | Groep A (6e)      |            |            |
| 23         | Moldavië    | Groep C (3e)      | 28 | Luxemburg             | Groep C (5e)      |            |           |                   |            |            |

## Divisie 3A

### Stand

#### Eindstand
| #  | Team        | GW | Win | Gel | Ver | Pnt | Voor | Tegen | Saldo |
| -- | ----------- | -- | --- | --- | --- | --- | ---- | ----- | ----- |
| 1. | Slovenië    | 4  | 3   | 0   | 1   | 10  | 113  | 59    | 54    |
| 2. | Joegoslavië | 4  | 3   | 0   | 1   | 10  | 88   | 88    | 0     |
| 3. | Moldavië    | 3  | 2   | 0   | 1   | 7   | 63   | 72    | -9    |
| 4. | Andorra     | 3  | 1   | 0   | 2   | 5   | 77   | 48    | 29    |
| 5. | Oostenrijk  | 4  | 0   | 0   | 4   | 4   | 41   | 133   | -92   |

#### Legenda
| Kleur | Kwalificatie voor                  |
| ----- | ---------------------------------- |
|       | Kampioen, promotie naar Divisie 2B |
|       | Degradatie naar Divisie 3B         |

### Wedstrijden
| 29 september 2001 | Oostenrijk | 16 - 24 | Slovenië | Wenen |
| 29 september 2001 |            |         |          | Wenen |

| 13 oktober 2001 | Andorra | 56 - 3 | Oostenrijk | Andorra la Vella |
| 13 oktober 2001 |         |        |            | Andorra la Vella |

| 20 oktober 2001 | Moldavië | 36 - 16 | Joegoslavië | Chisinau |
| 20 oktober 2001 |          |         |             | Chisinau |

| 11 november 2001 | Slovenië | 26 - 16 | Andorra | Ljubljana |
| 11 november 2001 |          |         |         | Ljubljana |

| 6 april 2002 | Joegoslavië | 26 - 8 | Oostenrijk | Beograd |
| 6 april 2002 |             |        |            | Beograd |

| 20 april 2002 | Oostenrijk | 14 - 27 | Moldavië | Linz |
| 20 april 2002 |            |         |          | Linz |

| 25 mei 2002 | Slovenië | 42 - 0 | Moldavië | Ljubljana |
| 25 mei 2002 |          |        |          | Ljubljana |

| 4 mei 2002 | Andorra | 5 - 19 | Joegoslavië | Andorra la Vella |
| 4 mei 2002 |         |        |             | Andorra la Vella |

| 11 mei 2002 | Joegoslavië | 27 - 21 | Slovenië | Beograd |
| 11 mei 2002 |             |         |          | Beograd |

|  | Moldavië | v | Andorra |  |
|  |          |   |         |  |

## Divisie 3B

### Stand

#### Eindstand
| #  | Team                  | GW | Win | Gel | Ver | Pnt | Voor | Tegen | Saldo |
| -- | --------------------- | -- | --- | --- | --- | --- | ---- | ----- | ----- |
| 1. | Hongarije             | 4  | 4   | 0   | 0   | 12  | 121  | 57    | 64    |
| 2. | Litouwen              | 4  | 3   | 0   | 1   | 10  | 87   | 66    | 21    |
| 3. | Bosnië en Herzegovina | 4  | 2   | 0   | 2   | 8   | 41   | 72    | -31   |
| 4. | Luxemburg             | 4  | 1   | 0   | 3   | 6   | 67   | 71    | -4    |
| 5. | Israël                | 4  | 0   | 0   | 4   | 4   | 72   | 122   | -50   |

#### Legenda
| Kleur | Kwalificatie voor          |
| ----- | -------------------------- |
|       | Promotie naar Divisie 3A   |
|       | Degradatie naar Divisie 3C |

### Wedstrijden
| 6 oktober 2001 | Luxemburg | 17 - 19 | Hongarije | Cessange |
| 6 oktober 2001 |           |         |           | Cessange |

| 20 oktober 2001 | Hongarije | 26 - 16 | Litouwen | Szazhalombatta |
| 20 oktober 2001 |           |         |          | Szazhalombatta |

| 27 oktober 2001 | Bosnië en Herzegovina | 13 - 12 | Luxemburg | Sarajevo |
| 27 oktober 2001 |                       |         |           | Sarajevo |

| 4 mei 2002 | Luxemburg | 7 - 26 | Litouwen | Cessange |
| 4 mei 2002 |           |        |          | Cessange |

| 4 mei 2002 | Bosnië en Herzegovina | 19 - 11 | Israël | Zenica |
| 4 mei 2002 |                       |         |        | Zenica |

| 18 mei 2002 | Litouwen | 33 - 24 | Israël | Klaipėda |
| 18 mei 2002 |          |         |        | Klaipėda |

| 25 mei 2002 | Litouwen | 12 - 9 | Bosnië en Herzegovina | Jonava |
| 25 mei 2002 |          |        |                       | Jonava |

| 25 mei 2002 | Hongarije | 39 - 24 | Israël | Esztergom |
| 25 mei 2002 |           |         |        | Esztergom |

| 1 juni 2002 | Hongarije | 37 - 0 | Bosnië en Herzegovina | Esztergom |
| 1 juni 2002 |           |        |                       | Esztergom |

| 1 juni 2002 | Luxemburg | 31 - 13 | Israël | Cessange |
| 1 juni 2002 |           |         |        | Cessange |

## Divisie 3C

### Stand

#### Eindstand
| #  | Team      | GW | Win | Gel | Ver | Pnt | Voor | Tegen | Saldo |
| -- | --------- | -- | --- | --- | --- | --- | ---- | ----- | ----- |
| 1. | Malta     | 3  | 2   | 1   | 0   | 8   | 45   | 24    | 21    |
| 2. | Monaco    | 3  | 2   | 0   | 1   | 7   | 113  | 16    | 97    |
| 3. | Bulgarije | 3  | 1   | 0   | 2   | 5   | 30   | 83    | -53   |
| 4. | Noorwegen | 3  | 0   | 1   | 2   | 4   | 16   | 81    | -65   |

#### Legenda
| Kleur | Kwalificatie voor        |
| ----- | ------------------------ |
|       | Promotie naar Divisie 3B |

### Wedstrijden
| 24 november 2001 | Malta | 8 - 0 | Monaco | Marsa |
| 24 november 2001 |       |       |        | Marsa |

| 19 januari 2002 | Monaco | 60 - 3 | Noorwegen | Saint-Laurent-du-Var |
| 19 januari 2002 |        |        |           | Saint-Laurent-du-Var |

| 9 maart 2002 | Malta | 27 - 14 | Bulgarije | Marsa |
| 9 maart 2002 |       |         |           | Marsa |

| 6 april 2002 | Monaco | 53 - 5 | Bulgarije | Monte Carlo |
| 6 april 2002 |        |        |           | Monte Carlo |

| 4 mei 2002 | Bulgarije | 11 - 3 | Noorwegen | Sofia |
| 4 mei 2002 |           |        |           | Sofia |

| 25 mei 2002 | Noorwegen | 10 - 10 | Malta | Ekeberg |
| 25 mei 2002 |           |         |       | Ekeberg |